# Vlad Miriță
Vlad Miriță ou Vlad, né le 2 août 1981 à Târgoviște, est un chanteur pop roumain. Il représenta la Roumanie lors du Concours Eurovision de la chanson 2008.

## Concours Eurovision de la Chanson 2008
Vlad gagne avec Nico la sélection nationale pour représenter la Roumanie avec la chanson Pe-o margine de lume. Lors de la finale de l'Eurovision, le 24 mai à Belgrade, ils se classent 20e avec 45 points. 